# Rascló de Woodford
Hypotaenidia woodfordi, antany inclòs al gènere Nesoclopeus és una espècie d'ocell de la família dels ràl·lids (Rallidae) que habita (o va habitar) entre la vegetació de les illes Bougainville, Santa Isabel i Guadalcanal, a les Salomó, si entenem que les tres poblacions pertanyen a una única espècie. Coneguda en anglès com "Woodford's Rail": rascló de Woodford.

## Taxonomia
Segons la classificació de Clements (versió 2017) aquesta espècie està formada per tres subespècies, que modernament alguns autors han inclòs al gènere Hypotaenidia i considerat espècies de ple dret:
- rascló de l'illa de Bougainville[3] (Hypotaenidia tertia) Mayr, 1949. Illa de Bougainville.
- rascló de Guadalcanal[4] (Hypotaenidia woodfordi) (sensu stricto). Illa de Guadalcanal.
- rascló de l'illa de Santa Isabel[5] (Hypotaenidia immaculata) Mayr, 1949. Illa de Santa Isabel.